# Gendai budō
El terme gendai budō (现代 武 道) significa 'arts marcials tradicionals modernes' en japonès. Es pot contraposar a koryu budō (古 流 武 道), que es pot traduir com arts marcials clàssiques tradicionals. El concepte de gendai budō abasta arts sense i amb armes, com el karate, judo, iaido, kendo, kyudo, aikido, kobudo i altres, sorgides després de la restauració Meiji (1868) al Japó, al final del segle xix i principis del segle 20. Les arts marcials tradicionals modernes busquen transcendir el liquidar l'adversari, en donar formació ètica i una filosofia de vida als seus practicants al seu torn que cultiven el cos, així mateix aquestes poden ser usades per a una defensa personal civil.
En l'actualitat les arts marcials tradicionals modernes japoneses s'estan especialitzant cada vegada més a causa del seu enfocament esportiu o filosòfic, convertint-se en esports de combat o de precisió/exhibició. Fent a una banda diverses tècniques útils i necessàries per a la defensa personal, trobades abans com a parts integrals o complementàries del seu contingut. Algunes d'aquestes són: les tècniques de desarmament, de cop, diversos tipus de luxacions i immobilitzacions, cop a punts vitals, maneig d'armes tradicionals i tècniques de reanimació. A causa d'això es pot descriure de manera general l'èmfasi d'aquestes arts marcials així:
Judo = llançaments, enderrocs, estrangulacions, submissions i luxacions, lluita cos a cos. Karate = cops amb mà oberta, cops de puny, cops de colze, puntades, genoll, luxacions, amb alguns llançaments i escombrats. Aikido = luxacions a membres superiors, llançaments, immobilitzacions, algunes estrangulacions i uns pocs cops. Kendo = maneig del sabre de bambú o shinai. Kyudo = tir al blanc amb arc i fletxa. Jodo = maneig del bastó mitjà (aproximadament entre els 1.10 i 1.30 de longitud). Iaido = maneig del sabre des de la beina. Kobudo = maneig de les armes tradicionals del Japó, i d'Okinawa.